# مانوك

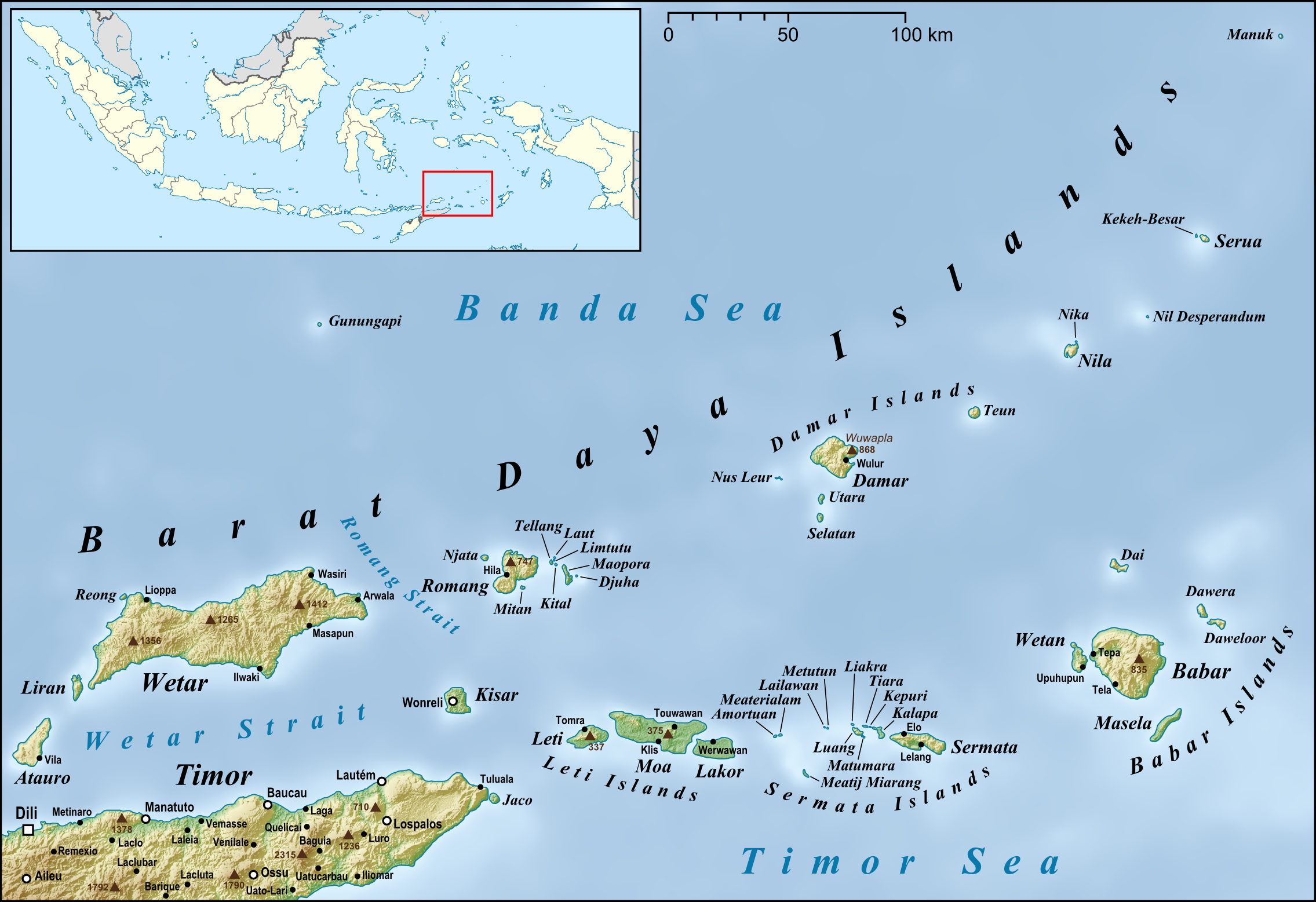
جزيرة مانوك في الشمال الشرقي من جزر بارات دايا

مانوك هي جزيرة بركانية غير مأهولة تقع في بحر باندا، إندونيسيا. إداريا هي جزء من مقاطعة مالوكو.
مانوك يعني الطيور في مختلف اللغات الأسترونيزية.

## جبل مانوك
جبل مانوك هو صخور بركانية مقتطعة «أنديزيت» على جزيرة مانوك. يبلغ ارتفاعه حوالي 3,000 متر فوق مستوى قاع البحر، يقع البركان في أقصى الشرق من سلسلة قوس الباندا التي تشكل الجزر البركانية. لا توجد تأكيد تاريخية على وجود ثورات بركانية معروفة في مانوك.